# Capestrano
Capestrano là một đô thị thuộc tỉnh L'Aquila trong vùng Abruzzo của Ý. Đô thị này có diện tích 43 km², dân số 965 người. Các làng trực thuộc: Forca di Penne, S. Pelagia, Capodacqua, San Martino, Colle Frivello, Collelungo. Các đô thị giáp ranh gồm: Brittoli (PE), Bussi sul Tirino (PE), Carapelle Calvisio, Castelvecchio Calvisio, Collepietro, Corvara (PE), Navelli, Ofena, Pescosansonesco (PE), Villa Santa Lucia degli Abruzzi